# ロベール2世・ド・ラ・マルク
ロベール2世・ド・ラ・マルク（フランス語：Robert II de la Marck, 1468年 - 1536年11月）は、ブイヨン公及びスダン領主。ロベール1世・ド・ラ・マルクとジャンヌ・ド・ソルシーの息子。

## 生涯
ロベール2世は、15世紀後半に領地の境界をめぐっての争い、また、リエージュ司教ヤン・ファン・ホルンの支持者とも争った。ロベール2世はノヴァーラの戦いにおいて、息子たちの命を救ったが、全治2か月の重傷を負った。
1518年、ロベール2世は略奪を理由に自身の槍部隊が解散させられた後、フランス軍を去った。スペイン王カルロス1世と同盟を結んだが、後にフランス王フランソワ1世と和解した。1521年、ロベール2世はヴィルトンを包囲し、第三次イタリア戦争を扇動した。カルロス1世とフランソワ1世の戦争の間に、ロベール2世はカルロス1世により自身の領地から追われることになるが、その領地はマドリード条約の後に回復された。
ロベール2世は1536年に亡くなり、スダンのサン・ローラン教会に埋葬された。

## 結婚と子女
ロベール2世は1490年にシメイ伯フィリップ1世の娘カトリーヌと結婚し、以下の子女をもうけた。
- フィリピーヌ - 1521年[7]にブレーデローデ領主ルノーと結婚[1]
- ロベール3世（1491年 - 1537年） - フロランジュ領主[1]、ブイヨン公
- フィリップ（1545年没）[1]
- アントワーヌ[8]
- ギヨーム - ジャメッツ領主[5]
- ジャン - ジャメッツ領主[5]
- ジャック - 聖ヨハネ騎士団騎士[5]
- ジャクリーヌ - 修道女[5]